# Friedrich Karl Topp
Friedrich Karl Topp (Voerde, 29 settembre 1895 – Jever, 24 aprile 1981) è stato un ammiraglio tedesco.
Sommergibilista della Marina tedesca durante la prima guerra mondiale, fu comandante della nave da battaglia Tirpitz durante la seconda guerra mondiale. Terminò la sua carriera navale con il grado di Viceammiraglio.

## Biografia
Nato a Voerde, città della Renania Settentrionale-Vestfalia. Suo padre era un ministro del culto protestante. Entra nella Marina Imperiale tedesca come cadetto, partecipando, tra il 1º aprile e il 6 agosto 1914, ad una crociera di istruzione sull'incrociatore protetto Victoria Louise. Il 7 agosto si imbarca sulla corazzata Thüringen,  rimanendovi fino al 9 settembre 1917 in qualità di ufficiale addetto ai siluri. Il giorno dopo iniziò a frequentare il corso per allievi sommergibilisti che termina il 14 novembre dello stesso anno. Assegnato alla 1ª Flottiglia sommergibili operante in Mediterraneo si imbarcò inizialmente a bordo del sommergibile posamine UC-54,  passando poi sull'UB-48 e infine come primo ufficiale sull'UC-67 sotto il comando del capitano Martin Niemöller. Dopo la fine della guerra rimane in servizio nella Reichsmarine, assegnato alla Stazione Navale del Mare del Nord. Il 28 maggio 1919 si imbarca sull'incrociatore leggero Graudenz, rimanendovi fino al 10 marzo 1920. Il 6 settembre 1925 assunse il comando del cacciatorpediniere V-6, mantenendolo fino al 27 settembre 1927.
Il 1º ottobre 1933 viene promosso Capitano di corvetta, e il 29 settembre 1934 si imbarcò come ufficiale di rotta sull'incrociatore leggero Emden. Il 30 agosto 1936 sbarcò dall'incrociatore per diventare consulente generale delle questioni relative alla costruzione del naviglio militare presso l'Oberkommando der Marine. A questo primo incarico a terra ne seguirono altri, e sua carriera proseguì senza intoppi, infatti il 1º aprile 1937 fu promosso Capitano di fregata. Con l'avvento del Terzo Reich e la firma del Trattato navale di Londra, divenne "Generalreferent" (capo-funzionario responsabile) per i problemi della cantieristica militare, ed in seguito Capo del dipartimento militare presso l'ufficio centrale delle costruzioni delle navi da guerra. in tale veste partecipò alle stesura del piano di rafforzamento della Kriegsmarine, denominato Z-Plan. Tale piano fu stilato dall'Oberkommando der Marine in collaborazione con il Seekriegsleitung, e prevedeva la costruzione di 13 navi da battaglia, 12 incrociatori corazzati, quattro portaerei, 46 incrociatori tra pesanti e leggeri, 70 cacciatorpediniere, 78 motosiluranti e 249 sommergibili, considerando nel numero le unità già realizzate o in corso di costruzione. Lo Z-Plan fu sottoposto ad Adolf Hitler che diede la sua approvazione il 29 gennaio 1939. Il 1º aprile 1939 fu promosso al grado di Capitano di vascello.
Con lo scoppio della seconda guerra mondiale, il 1º settembre dello stesso anno, il 10 ottobre il programma di costruzione delle nuove di superficie fu sospeso, lasciando inalterato solo quello dei sommergibili. Il 26 febbraio 1941 assunse il comando della nuovissima corazzata Tirpitz, e chiese immediatamente di partecipare alla prevista Operazione Rheinübung. La sua domanda venne respinta in quanto la nave non fu giudicata pronta al combattimento. La corazzata entrò ufficialmente in servizio nel dicembre 1941, ed egli stilò un piano operativo per forzare il Canale della Manica e raggiungere Brest dove si trovava la squadra navale del viceammiraglio Otto Ciliax. Tale progetto fu sottoposto al Capo di Stato Maggiore della Kriegsmarine, ammiraglio Erich Raeder, che lo respinse. L'alto comando aveva già deciso che la nave avrebbe operato nelle acque norvegesi, con lo scopo di intercettare i convogli di rifornimenti destinati a raggiungere l'Unione Sovietica. La corazzata lasciò Wilhelmshaven il 16 gennaio 1942, raggiungendo il fiordo di Trondheim il 22 dello stesso mese.
Il 6 marzo, al comando della Tirpitz, partecipò al tentativo di intercettare il convoglio PQ-12 che si risolse in un parziale insuccesso. Il 2 luglio una squadra navale tedesca salpò da Trondheim per partecipare all'Operazione Rösselsprung. Tale operazione prevedeva di intercettare il Convoglio di rifornimenti PQ-17 diretto a Murmansk, in URSS. Il convoglio fu praticamente distrutto dall'impiego congiunto dei sommergibili e degli aerei della Luftwaffe, mentre le navi di superficie ricevettero l'ordine di rientrare a Narvik senza aver preso parte alle operazioni belliche.
Il 1º febbraio 1943 fu elevato al rango di contrammiraglio,  ma il 24 dello stesso mese lasciò il comando della nave, sostituito dal capitano Hans Mayer. In quella data divenne presidente della Commissione per la cantieristica navale, dipendendo direttamente dal Reichminister für Rüstung und Kriegsproduktion Albert Speer. Il 1º gennaio 1945 fu promosso al grado di Viceammiraglio. Dopo la capitolazione della Germania fu fatto prigioniero di guerra, ma le forze di occupazione britanniche lo utilizzarono per alcuni mesi durante il disarmo delle superstiti unità di superficie della Kriegsmarine e la smobilitazione dei cantieri navali tedeschi. Nel corso del 1946 venne rilasciato, e ritornò alla vita civile. Lavorò per quasi dieci anni come rappresentante di commercio, vivendo a Jever, nella Bassa Sassonia, dove si spense il 24 aprile 1981.

### Promozioni
| 23 dicembre 1914:  | Seekadett            |
| :                  | Fähnrich zur See     |
| 13 luglio 1913:    | Leutnant zur See     |
| 28 settembre 1920: | Oberleutnant zur See |
| 1º aprile 1926:    | Kapitänleutnant      |
| 1º ottobre 1933:   | Korvettenkapitän     |
| 1º aprile 1937:    | Fregattenkapitän     |
| 1à aprile 1939:    | Kapitän zur See      |
| 1º febbraio 1943:  | Konteradmiral        |
| 1º gennaio 1945:   | Vizeadmiral          |

## Onorificenze
- Distintivo di flotta d'alto mare

### Periodici
- Tullio Marcon, Tirpitz, in Storia Militare, N.138, Parma, Ermanno Albertelli Editore, marzo 2005,  pp. 4-21, ISSN 1122-5289.
- Nico Sgarlato, Lo Z-Plan della Kriegsmarine, in Eserciti nella Storia, N.36, Parma, Delta Editrice, luglio-agosto 2006,  pp. 20-28, ISSN 1591-3031.